# Smyčcový kvartet e moll „Z mého života“

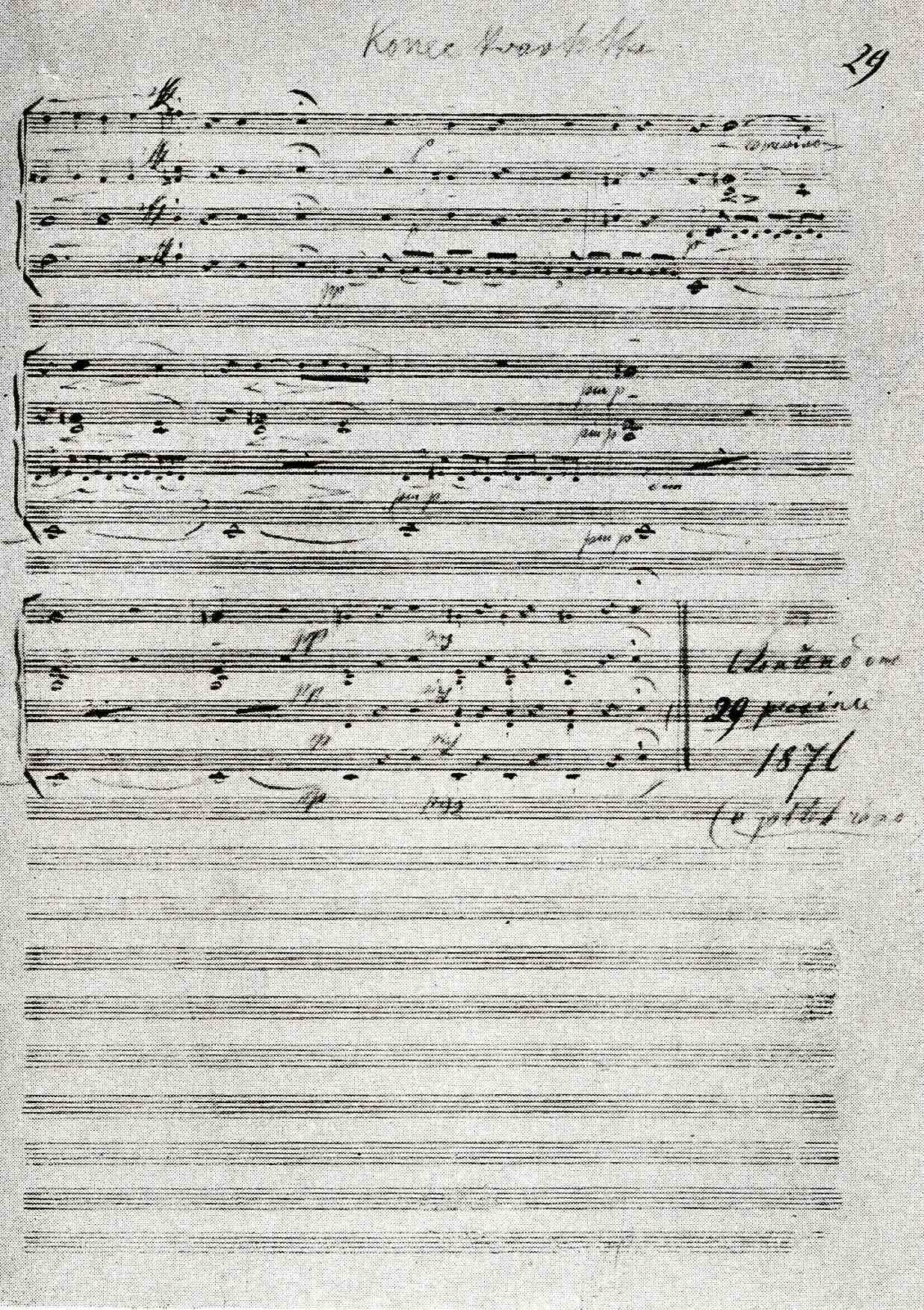
Smetana Quartet

Smyčcový kvartet č. 1 e moll "Z mého života" je romantický smyčcový kvartet, který zkomponoval Bedřich Smetana v roce 1876. Smetana skladbu napsal již jako hluchý, jde o jeho osobní vyznání, které znázorňuje, jak se hudba prolínala jednotlivými etapami jeho života (Smetana sám skladbu vyložil v dopise svému příteli Josefu Srbovi). Skladba byla dokončena 29. prosince 1876 a byla poprvé hrána na soukromé premiéře v roce 1878, při níž hrál na violu Antonín Dvořák. První veřejná premiéra se odehrála 29. března 1879.

## Smyčcový kvartet e moll (Z mého života)
Hluchota Smetanovi soustavně znemožňovala pracovní vytížení. Proto mohl komponovat jen krátce a s přestávkami. Při komponování geniálního kvartetu Z mého života Mistr poznamenává:
„...moje choroba mi nedovoluje nepřetržitě pracovati déle než hodinku: potom musím v práci ustat, jelikož obyčejně tím silné hučení v uších povstane a mne k pokračování práce dělá neschopným...“.
Kvartet Z mého života bychom mohli přirovnat s Beethovenovým 16. kvartetem F dur, op. 135, neboť oba obsahují biografické prvky a jakési „účtování se životem“.
První Smetanův Kvartet e moll patří k nejgeniálnějším výtvorům světové komorní hudby.
První věta Allegro vivo appassionato se nás zmocní nebývalou silou. Najdeme zde hlavní hudební myšlenky a příznaky budoucího rozvoje věty. Smetana o ní píše:
"Volání osudu do boje tohoto života. Náklonnost k umění v mém mládí; náklonnost pro romantiku jak v hudbě, tak i v lásce, v životě vůbec; nevýslovné toužení po něčem, co jsem nemohl vyslovit aneb určitě si představit, a též výstrahu quasi mého hudebního neštěstí; ten dlouho znějící tón ve finále povstal z tohoto počátku; jest to ono osudné pískání nejvyšších tónů v uchu mém, které v roce 1874 mně oznamovalo mou hluchotu. Tuto malou hříčku jsem si dovolil proto, že byla pro mě tak osudná."
Po nástupu ostrého a tvrdého úvodního akordu a po houslích, které střídají v rychlém sledu dva tóny znázorňující neúprosné plynutí času, přichází v hlase violy „volání osudu“.
Po 13 taktech je hlas violy přerušen drsným akordem všech nástrojů. Napětí věty se zvyšuje. V této zápasivé hudbě jde o zobrazení uměleckého a životního postoje. Mezi obsahovou a formální stránkou pozorujeme stálé napětí. K zachování dramatického účinku Smetana částečně použil formální kánon.
Druhá věta Quasi polka.
Smetana o ní píše: „...Quasi polka uvádí mě ve vzpomínkách do veselého života mého mládí, jak mezi venkovany, tak v salóně ve vyšších kruzích, kde jsem skoro celá mladá léta trávil, jako komponista tanečních kusů mladý svět obsypával a sám co náruživý tanečník byl znám. Též náklonnost k cestování.“
Smetana byl synem české obrozenecké společnosti, vyrůstající v prostředí polek. Z tohoto důvodu ji zařadil do druhé věty kvartetu.
Třetí věta Largo sostenuto
Smetana o ní napsal: „...Upomíná mně blahost první mé lásky k dívce, která později se stala věrnou mou ženou. Boj s nepříznivým osudem, konečné dosáhnutí cíle.“
Largo sostenuto je hudbou plnou něhy a lásky, na nichž ovšem leží stín tesklivého rozechvění. Vzpomínání na milovanou bytost připomíná autorovi její tragický odchod a žal samoty.
Čtvrtá věta  Vivace. Meno presto
Tato věta je vyvrcholením kvartetu. Myšlenkovým obsahem navazuje na větu první. V první větě nám skladatel vyprávěl o uměleckých touhách a zde se již vyznává zralý umělec.
„Poznání národního uvědomění v našem krásném umění, šťastný úspěch na této cestě, až konečně zahvizdne v uchu mém strašně znějící vysoký tón co výstraha mého krutého osudu, mé nynější hluchoty, která mně navždy uzavřela onu blaženost, slyšeti a kochati se v krásách našeho umění. Podrobení se nezvratnému osudu, který už v první větě co výstraha se ozval, s malinkým paprskem naděje na lepší budoucnost.“
Smetana zahájil tuto větu v optimistickém duchu. Po krásném, smetanovském veselí přichází najednou akord, který nepatří do základní tóniny věty, a po něm nastupuje dlouhá pomlka. Nad tremolem druhých houslí a violy se ozve až fyzicky nepříjemný hvizd vysokého flažoletu. V tom jako by se celá stavba věty rozbila. Přichází děsivý nepokoj. V poměrně několika málo taktech retrospektivně pohlédneme do autorova života a tím v podstatě smírně celý kvartet končí.
Kvartet Z mého života má v komorní hudbě obrovský význam, protože obsahově navazuje na odkaz Beethovenův a dále jej rozvíjí. Stává se vlastně nejniternější skladatelovou hudební zpovědí a v tom tkví jeho přínos.